# Wojnuta
Wojnuta (lit. Vainutas) – miasteczko na Litwie, położone w okręgu kłajpedzkim i w rejonie szyłokarczemskim. Liczy 993 mieszkańców (2001). 

## Historia
Miasteczko założone na prawie magdeburskim, potwierdzonym przez króla Stanisława Augusta w 1792. Stanowiło własność Jerzego Billewicza, a od 1775 Michała Ronikiera. W I Rzeczypospolitej siedziba starostwa niegrodowego. Po III rozbiorze Rzeczypospolitej włączone do Rosji. Od 1918 należy do Republiki Litewskiej.
Podczas okupacji hitlerowskiej, 10 lipca 1941 roku Litwini utworzyli getto dla żydowskich mieszkańców. Przebywało w nim około 400 osób. We wrześniu 1941 roku zlikwidowano getto, a Żydów zamordowano zamordowani w lesie Gerainiai. 